# Klimatološka normala
Klimatološka ali podnebna normala (CN, iz angleškega 'climate normal') je 30-letno povprečje vremenske spremenljivke za določen vrstni datum. Najpogosteje se ta nanaša na določen mesec, vendar se lahko nanaša tudi na daljše časovno obdobje, kot je npr. določena meteorološka sezona oz. letni čas. Obstajajo tudi poročila o normalah za ožje lestvice, kot sta dan v letu ali celo ura.
Klimatološke normale se uporabljajo kot povprečje ali izhodišče za vrednotenje podnebnih spremenljivk in zagotavljanje konteksta za medletna odstopanja. Normalne vrednosti je iz podatkov meteoroloških postaj mogoče izračunati za različne vremenske spremenljivke, vključno s temperaturo in padavinami. Odstopanja glede na 30-letna povprečja so tipična, spremenljivost podnebja pa se osredotoča na razpon skrajnosti. Klimatološke standardne normale so prekrivajoča se obdobja in so posodobljena vsako desetletje: 1971–2000, 1981–2010, 1991–2020 itd.
Izraz "normala" se je v literaturi prvič pojavil v delu Heinricha Wilhelma Dovea leta 1840, koncept pa je leta 1872 formaliziral Mednarodni meteorološki odbor. Uporaba 30-letnega obdobja normal se je začela leta 1935 z obdobjem 1901-30. Nadaljnja uporaba 30-letnih normalnih vrednosti je vse bolj postavljena pod vprašaj zaradi tehtnih dokazov, da stacionarnost podnebne statistike zaradi podnebnih sprememb ni več samoumevna. To je pripeljalo do alternativnih definicij, kot sta optimalna podnebna normala in pristop "Hinge Fit", ki dopolnjuje standardne 30-letne normale.